# Dan Harmon
Daniel "Dan" Harmon (Milwaukee, 3 de enero de 1973) es un actor de voz, guionista y animador estadounidense. Reconocido por crear y producir la serie cómica Community de la cadena NBC. Además, creó junto a Justin Roiland la serie animada para adultos de Adult Swim Rick and Morty (donde también le da voz a Hombre Pájaro), y cofundó el sitio web de televisión Channel 101. Harmon publicó el libro You'll Be Perfect When You're Dead en 2013.
También es anfitrión de un pódcast epónimo semanal, Harmontown.

## Infancia y juventud
Harmon nació en Milwaukee, Wisconsin. Se graduó del Brown Deer High School en Brown Deer, Wisconsin, un suburbio de Milwaukee, y asistió a la Universidad Marquette. También asistió brevemente a la Glendale Community College de Los Ángeles. Más tarde utilizó sus experiencias en esa universidad comunitaria para formar la base de su show Community.

## Carrera

### Carrera inicial (1996–2008)
Harmon fue miembro del club de comedia ComedySportz Milwaukee, junto a su amigo Rob Schrab, con quien además era miembro de la compañía de sketches The Dead Alewives. Juntos produjeron el álbum "Take Down the Grand Master", en 1996. Por aquella época Harmon apareció frecuentemente en el club Milwaukee Safehouse realizando rutinas de stand-up. Su rutina más notable era una canción sobre la masturbación.

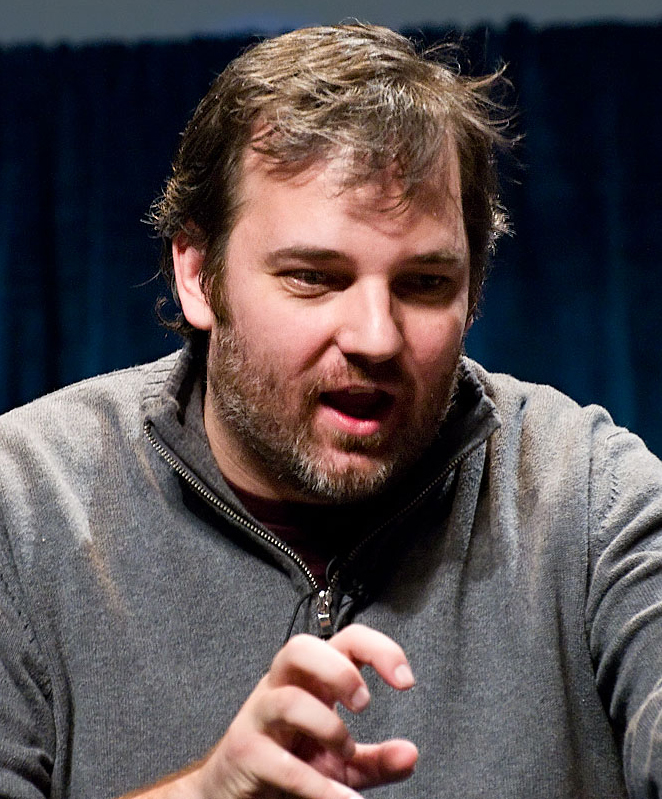
Dan Harmon en un panel sobre Community en el PaleyFest de 2010.

Harmon cocreó el episodio piloto de Heat Vision and Jack (protagonizado por Owen Wilson y Jack Black) y varios shows para Channel 101, algunos presentados por Jack Black, Drew Carey y Sarah Silverman. Cocreó la serie de Comedy Central The Sarah Silverman Program y fue el escritor en jefe durante varios episodios. Harmon retrató una versión altamente novelada de Ted Templeman en dos episodios de la serie de Internet Channel 101 Rock de Yate, una historia satírica de soft rock, presentando historias sobre los trabajos de Templeman con The Doobie Brothers, Michael McDonald y Van Halen. Fue el creador, productor ejecutivo y un intérprete presentador en Acceptable TV, de Channel 101, de la que se grabaron ocho episodios en marzo de 2007 en VH1. Él y Rob Schrab coescribieron el guion para la película nominada a los Premios Óscar Monster House. Fue llamado para escribir parte de la saga de cómics de Rob Schrab Scud: The Disposable Assassin, así como el spin-off de la saga de cómics La Cosa Nostroid.

### Community (2009–2015)
En 2009, su serie de comedia televisiva Community, inspirada en sus propias experiencias universitarias, fue elegida por NBC para que estuviera en su programación. Harmon sirvió como productor ejecutivo y showrunner de las tres primeras temporadas hasta que el 18 de mayo de 2012 fue anunciado que Harmon dejaría de trabajar en Community a raíz de peleas entre él y los ejecutivos de Sony. El 1 de junio de 2013, Harmon anunció que regresaría a Community, sirviendo como coproductor ejecutivo junto con Chris Mckenna; esto fue confirmado por Sony el 10 de junio de ese año. NBC canceló el show después de su quinta temporada en mayo de 2014. El 30 de junio de 2014 Harmon anunció que la plataforma de streaming Yahoo! Screen había renovado la serie para una sexta temporada de 13 episodios que se emitirían de modo en línea en la plataforma.

### Harmontown(2011–presente)
El 23 de mayo de 2011, Harmon empezó a hacer un pódcast de comedia mensual en vivo en Hollywood llamado Harmontown. Después de su despedida de Community, el espectáculo pasó a transmitirse semanalmente. El espectáculo es copresentado por el actor y humorista Jeff B. Davis y presenta campañas de juegos de mesa, primero Dungeons & Dragons, y luego Shadowrun, acompañados por el "Maestro de Juegos" del show Spencer Crittenden. El espectáculo ha traído estrellas y famosos como Kumail Nanjiani, Mitch Hurwitz, Eric Idle, Greg Proops, Jason Sudeikis, Ryan Stiles, Robin Williams, así como  Erin McGathy,podcaster, actriz y humorista que estuvo casada con Harmon. Harmon y Davis llevaron el espectáculo de gira por Estados Unidos a inicios de 2013, retransmitiendo en Austin, Nashville, Somerville, Brooklyn, Rhode Island, entre otras ciudades. Su gira se convirtió en el tema de un documental producido por el director Neil Berkeley, el cual sigue a Harmon, Davis, McGathy y Crittenden en sus viajes. El documental, también llamado Harmontown, se estrenó en el Festival South by Southwest el 8 de marzo de 2014.

### Rick y Morty(2012–presente)
Harmon y el coproductor ejecutivo Justin Roiland empezaron a desarrollar ideas para un show animado durante el descanso anual de Harmon de Community. Tras la cancelación de su temporada en 2012, Adult Swim ordenó un piloto animado de 30 minutos a Harmon y Roiland. El piloto, Rick y Morty, trataba sobre las aventuras de un brillante pero medio loco inventor y su nieto. La serie se estrenó el 2 de diciembre de 2013 y poco después fue renovada para una segunda temporada. En el programa, Harmon presta su voz al personaje recurrente de Birdperson.

## Método de escritura de los «embriones»
Una contribución notable de Dan Harmon es su forma de narrar historias, lo que él llama el «embrión de una historia». Se trata de la forma más sencilla de una historia.
Mientras trabajaba en Channel 101, Harmon encontró que muchos de los directores allí eran incapaces de contar bien una historia para la televisión. Esto llevó a Harmon a destilar la estructura de Joseph Campbell del Monomito a un sencillo proceso de ocho pasos que infaliblemente produce historias coherentes.
Este método desde entonces ha sido utilizado por escritores en numerosas películas y series de televisión y el mismo Harmon lo ha explicado en algunas entrevistas.

## Cameos
Dan Harmon aparece en un cameo en el segundo episodio de la cuarta temporada de la serie Arrested Development como Yurt Clerk y en Funny People como un paparazzi. También ha sido actor de voz en la serie animada de Fox Axe Cop. Su voz también aparece en un monólogo en el episodio final de Community.

## Premios y nominaciones
En julio de 2009, Harmon fue nominado en dos categoría de los Premios Emmy por su participación en escribir el guion de los Premios Óscar: "Escritura Excepcional para un Show de Variedad, Música o Comedia Especiales" y "Música y Letra Original Excepcional", el último de los cuales le fue otorgado a Hugh Jackman por el número de apertura en la 61.º entrega de los Premios Emmy.

## Vida personal
En diciembre de 2013, Harmon propuso matrimonio a su novia Erin McGathy. Los dos se casaron en noviembre de 2014. Actualmente residen en Los Ángeles, California. La pareja anunció su divorcio en octubre de 2015.

## Filmografía

### Cine
| Año  | Título         | Rol      | Notas                                        |
| ---- | -------------- | -------- | -------------------------------------------- |
| 2006 | Monster House  |          | Escritor                                     |
| 2008 | Kung Fu Panda  |          | Escritor (sin acreditar)                     |
| 2014 | Harmontown     | Él mismo | Documental; también fue productor ejecutivo  |
| 2015 | Back in Time   | Él mismo | Documental                                   |
| 2015 | Anomalisa      |          | Productor ejecutivo                          |
| 2016 | Doctor Strange |          | Escritura de guion adicional (sin acreditar) |
| TBA  | Bubbles        |          | Productor                                    |

### Televisión
| Año           | Título                                   | Rol                               | Notas                                                 |
| ------------- | ---------------------------------------- | --------------------------------- | ----------------------------------------------------- |
| 1999          | Heat Vision and Jack                     |                                   | Piloto; creador y escritor                            |
| 2003          | Computerman                              | Eugene Murzowski                  | Serie web; creador, escritor y productor ejecutivo    |
| 2006          | MTV Video Music Awards 2006              |                                   | Especial de televisión; escritor                      |
| 2007          | Acceptable.TV                            | Varios papeles                    | Cocreador, escritor y productor ejecutivo             |
| 2007–2010     | The Sarah Silverman Program              |                                   | Cocreador y escritor                                  |
| 2008          | Spike Video Game Awards 2008             |                                   | Especial de televisión; escritor                      |
| 2009          | 81º Ceremonia de los Óscar               |                                   | Especial de televisión; escritor                      |
| 2009–2015     | Community                                |                                   | Creador, escritor y productor ejecutivo               |
| 2012          | Mary Shelley's Frankenhole               | Dr. Jekyl (voz)                   | 5 episodios                                           |
| 2013–presente | Rick y Morty                             | Hombre Pájaro / Voces adicionales | Cocreador, escritor y productor ejecutivo             |
| 2013          | Arrested Development                     | Yurt Clerk                        | Episodio: "Borderline Personalities"                  |
| 2013          | Axe Cop                                  | Miembro de la audiencia (voz)     | Episodio: "Babysitting Uni-Baby"                      |
| 2015          | Drunk History                            | Narrador                          | Episodio: "Miami"                                     |
| 2015          | Los Simpson                              |                                   | Episodio: "Mathlete's Feat"; escribió el gag del sofá |
| 2016–presente | Great Minds with Dan Harmon              | Dan Harmon                        | Escritor y productor ejecutivo                        |
| 2016–presente | HarmonQuest                              | Él mismo / Fondue Suvac           | Creador, escritor y productor ejecutivo               |
| 2017          | Dr. Ken                                  | Él mismo                          | Episodio: "Ken's Big Audition"                        |
| 2017          | Mystery Science Theater 3000: The Return |                                   | Escritor                                              |